# Afroperuans
Els afroperuans són els descendents, almenys en part, dels africans que van ser portats, durant la colonització, a la zona de l'actual Perú. Aquests van aconseguir una certa unitat cultural i tenen una identitat cultural pròpia. La població afroperuana es troba, sobretot, a la costa del centre-sud. La majoria viuen a les ciutats de Lima i Callao i a les províncies de Cañete, Chincha, Ica i Nazca. L'altre segment important de la població afroperuana és a la costa nord, sobretot entre Lambayeque, Piura i, en menor mesura, Tumbes. A Piura hi ha Yapatera, el poble que té més percentatge de població afroperuana i afromestissa de l'estat.
Els termes afroperuà i afroperuana estan més relacionats amb la cultura desenvolupada pels actuals descendents dels negres colonials que amb un concepte purament ètnic, ja que les poblacions africanes que van arribar al Perú durant la colònia van experimentar, a través dels segles, un profund mestissatge amb la població criolla i nadiua. La població que és visiblement d'ascendència africana al Perú, és un 10% de la població total, i inclou els mestissos de negre (mulats, pardos i zambos).
El 2010 l'Instituto Nacional de los Pueblos Andinos, Amazónicos y Afroperuanos (INDEPA) va definir que hi havia 112 poblats amb una majoria de població afroperuana en tot el territori nacional del Perú.

## Demografia

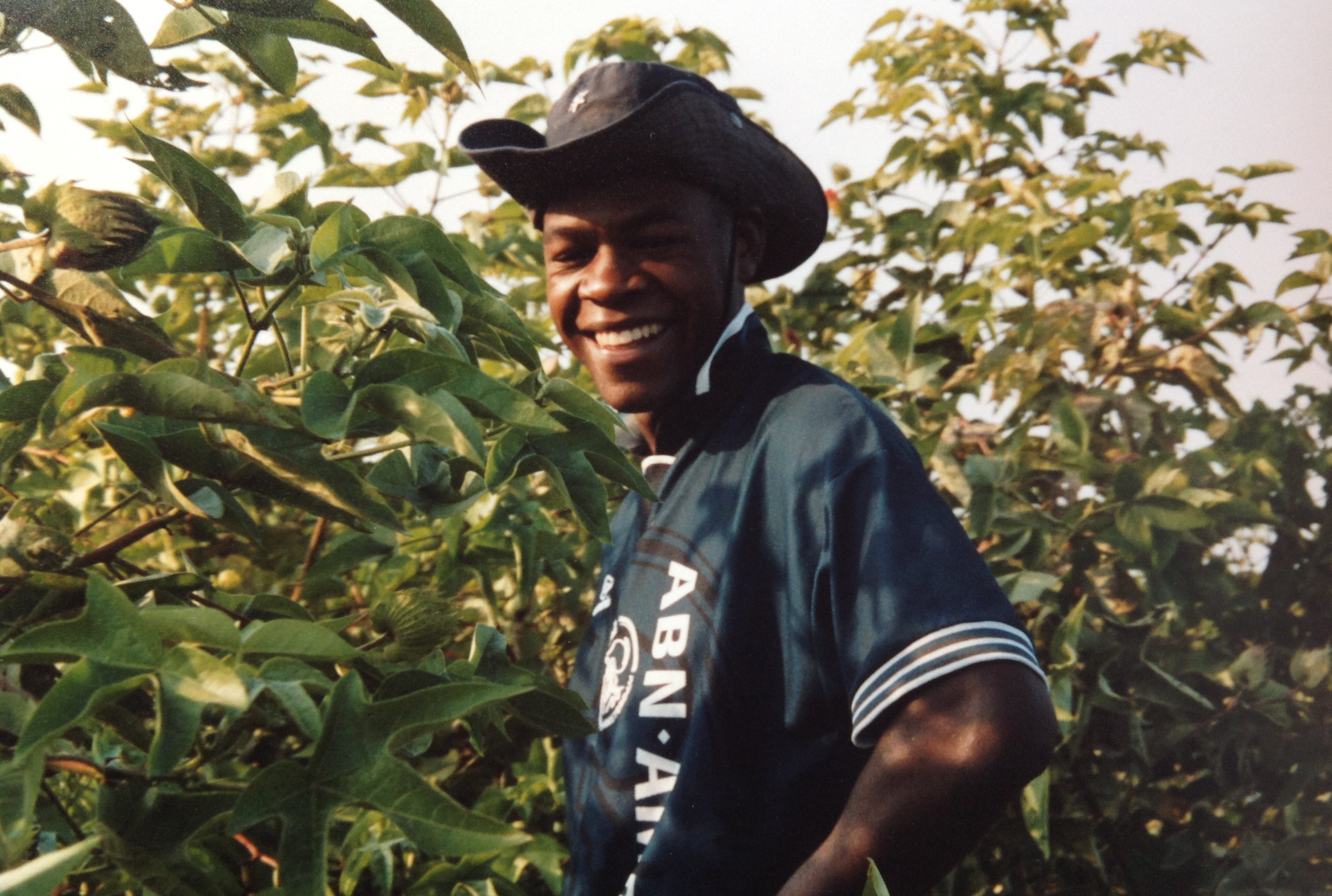
Home afroperuà recol·lectant cotó a El Carmen, Província de Chincha, Departament d'Ica.

La concentració més gran d'afro-peruans és a Yapatera (província de Morropón, Regió de Piura). La resta de la població afro-peruana està a les regions d'Ica, Lima, Lambayeque, Piura, la Libertad i Tumbes. A Yapatera hi ha uns 7000 agricultors descendents dels antics esclaus africans de la que destaca una gran quantitat de població d'origen malgaix. La Província de Morropón és coneguda per les seves comunitats negres en ciutats com la mateixa capital de Morropón i els voltants de les Chulucanas a on, a més de Yapatera, hi ha les comunitats de Chapica del Carmelo, Salitral, Buenos Aires, La Matanza, Hacienda Pabur, San Juan de Bigote i Canchaque. També a la regió de Piura, a les províncies d'Ayabaca i de Sullana hi ha comunitats afro-peruanes com Las Lomas, La Tina o Pacaipampa.
També al nord, a la Regió de Lambayeque, hi destaquen les comunitats afroperuanes de la ciutat colonial de Saña, així com de Tumán, Batán Grande, Cayaltí i Capote. A les regions de La Libertad i d'Ancash hi ha un nombre menys destacat d'afro-peruans, ja que la majoria de la seva població es va concentrar a les antigues hisendes de les valls septentrionals dels departaments de Piura, Lambayeque i de Tumbes.
Les ciutats costaneres de les regions centre i sud que són conegudes per les seves poblacions negres són: Cañete, Chincha Alta, Ica i Nazca, al sud de Lima. A Lima es coneix als pobles de Puente Piedra, Chorrillos, Rímac i La Victoria com a posseïdors de quantitats importants de població afro-peruana. Quan es parla de pobles amb una important població afro-peruana, també es parla dels pobles de Chancay i Acuallama, a la província de Huaral.
Antigament Chincha Alta i altres comunitats del sud de Lima, eren coneguts com els pobles amb major intensitat afro-peruana, però a causa del gran mestissatge entre aquest i les poblacions andines, s'han anat perdent les arrels afro-peruanes. Una altra raó és que molts d'ells van emigrar a Lima. Tot i això, encara queden rellevants assentaments coneguts per la seva presència de població negra: El Carmen i el Guayabo, a Chincha, lloc d'on prové Julio "Chocolate" Algendones. Les principals comunitats negres del centre-sud de la costa del Perú estan a Cañete, Província de Chincha, Província de Pisco, Província d'Ica i Província de Nazca (comunitat de El Ingenio). A la Província de Cañete (regió de Lima) hi destaca el districte de San Luís de Cañete.
Més al sud hi ha comunitats afro-peruanes al poble d'Acarí, a la província de Caravelí, al nord de la costa de la regió d'Arequipa.
Una dada interessant és saber que antigament, van arribar esclaus negres a petits valls de la selva alta central, al Cerro de Pasco i a Huánuco, llocs on encara hi ha petites poblacions amb característiques que són evidentment africanes.

## Cultura

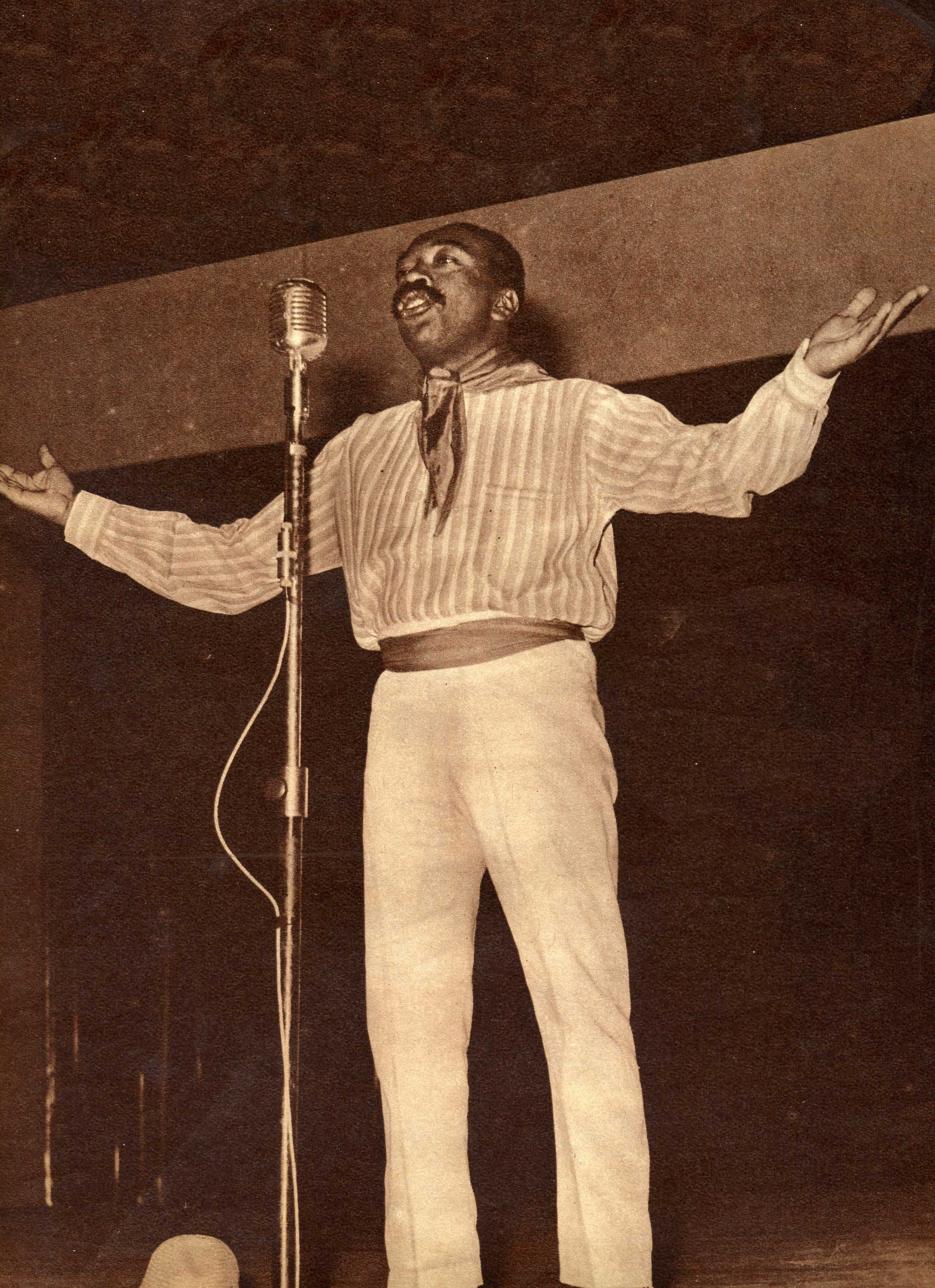
El decimista Nicomedes Santa Cruz. Les dècimes i el "zapateo" són dos dels elements principals aportats pels afroperuans a la cultura popular peruana.

La comunitat afroperuana ha tingut una important participació en la cultura, gastronomia, literatura, folklore i identitat nacional des dels inicis de la colònia fins a la independència de l'estat. La cultura afroperuana està molt marcat a la identitat de la costa del Perú i és visible, també en la llengua local, i el temperament costaner. Tota la costa peruana té influència negra, però aquests es manifesta amb major intensitat en les danses, el cant, la literatura i la gastronomia. També es veu clarament en les manifestacions religioses i l'esport popular, on els afroperuans han tingut molta participació.
Entre els personatges afroperuans dedicata a la cultura destaquen els artistes Nicomedes Santa Cruz, Victoria Santa Cruz (compositora, coreògrafa, dissenyadora i artista) Rafael Santa Cruz Gamarra, primer torero negre del món i Rafael Santa Cruz Castillo, el seu fill, músic i actor.
En l'actualitat cal destacar l'escriptora i investigadora Lucía Charún-Illescas (escriptora de "Malambo", considerada el paradigma de l'Afrorrealisme literari), la cantant Eva Ayllón, la investigadora folklòrica i cantant Susana Baca, la també cantant Lucha Reyes, el cantant Caitro Soto, autor de l'estil Landó que fou promogut per Celia Cruz el ballarí i fundador de l'Associació Cultural Perú Negro, Ronaldo Campos, el cantant Arturo "Zambo" Cavero i Pepe Vásquez, fill del compositor de Zamacueques i marineres limenyes Porfirio Vásquez.
Alguns dels estils de cants i balls afroperuans coneguts arreu d'Amèrica Llantina són el Festejo, el Landó, l'Ingá, els dolços pregons, el agüenieve i el panalivi.

## Història
Els primers afroperuans van arribar amb els conqueridors espanyols. Van lluitar al seu costat com soldats i van treballar on se'ls va requerir. A causa de la seva aculturació amb la llengua i cultura espanyoles, van realitzar diverses funcions tècniques i de mà d'obra que van contribuir directament a la colonització hispana.
Gradualment, els afroperuans van ser concentrats en els camps especialitzats que es basaven en els seus coneixements i pràctiques extenses en treball artesà i en l'agricultura. Quan la població mestissa va créixer, el paper dels afroperuans com a intermediaris entre els indígenes residents i els espanyols va disminuir. La població de mestissos va augmentar amb relacions entre els peruans indígenes i espanyols. D'aquesta realitat, una jerarquia racial, o pigmentocràcia, va esdevenir cada vegada més important per a protegir el privilegi dels sobirans espanyols i dels seus fills espanyols i mestissos. En aquesta pigmentocràcia, els espanyols estaven a dalt de tot, després els mestissos al centre i les poblacions afroperuanes i indígenes estaven en l'últim lloc. Els mestissos van heretar el privilegi d'ajudar els espanyols a administrar el país. A més, quan nous immigrants van arribar d'Espanya i van poblar agressivament el Perú, van procurar guardar-se per a ells els treballs més lucratius. D'aquesta manera, després dels primers temps de la colonització, pocs afroamericans van escalar posicions socials. Tot i això, en aquesta època antiga, els afroespanyols i els afroperuans van treballar tot sovint a les mines d'or, a causa del seu domini de les tècniques. L'explotació minera de l'or i l'orfebreria eren comuns a zones d'Àfrica Occidental, almenys des del segle iv. Al final, els afroperuans van ser relegats al treball a les plantacions de canya de sucre i d'arròs a la costa del nord o a les vinyes i els camps de cotó, a la costa meridional. La població indígena va tenir tendència a treballar a les mines de plata, de les quals tenien un millor coneixement que els africans, ja des de l'època precolombina.

### Història de l'esclavitud
Els negres procedents d'Àfrica, van ser portats com esclaus a Amèrica des del segle xvi. Durant l'Època del comerç d'esclaus atlàntic, uns 95.000 africans van ser portats a l'actual Perú, fins al 1850, que és quan va arribar l'últim grup d'esclaus. Aquests hi van arribar, en general, via Cuba, Panamà, Cartagena de Indias, Colòmbia o Mèxic, llocs des d'on van ser repartits entre el virregnat del Perú, sobretot després de les Lleis d'Índies (1548) i gràcies a la influència de les denúncies del Frare Bartolomé de las Casas dels abusos contra els indígenes americans.
Els esclavistes, al Perú, preferien a esclaus que no eren d'àrees específiques d'Àfrica i que podien comunicar-se entre ells. Sobretot es preferien els negres de Guinea, esclaus de la zona del riu Senegal. Ho eren perquè segons els espanyols, eren més fàcils de conduir. Aquests esclaus tenien habilitats comercials - sabien conrear i plantar l'arròs, domar cavalls, etc. Després, també eren buscats els esclaus de l'àrea entre Ghana i Nigèria. Finalment, també van ser portats esclaus dels actuals República del Congo, República Democràtica del Congo, Angola, Moçambic i Madagascar, sobretot de les ètnies Congo, Mantenga, Cambado, Misanga, Moçambic, Terranova, Mina i Angola, entre d'altres.
Així, els traficants d'esclaus van començar amb el comerç de mà d'obra. Diverses "grans" famílies els van tenir treballant durant uns 250 anys, beneficiant-se dels seus esforços i patiments.

### Abolició de l'esclavitud
El 16 de novembre de 1780, Túpac Amaru II va proclamar per primera vegada al continent americà l'abolició de l'esclavitud durant la seva revolució a Tungasuca (Cusco) i va donar la llibertat als negres que trobaven els batallons indígenes, els quals els invitaven a sumar-se a la seva revolta. Aquest procés fou truncat pels governants del Virregnat del Perú.
El 28 de juliol de 1821, en el moment de la independència del Perú, José de San Martín va declarar lliures a tots els fills dels esclaus que van néixer a partir d'aquesta data. El novembre del mateix any es va decretar la tutela sobre els fills dels esclaus que havia d'estar costejada pels hisendats agrícoles. Aquests, a causa de l'alt cost de mantenir els esclaus com a tals, van decidir convertir-ne a molts en "peons lliures" que continuaven estant obligats al treball en les seves terres mitjançant la figura del "lloguer de parcel·les de terra", cosa que va propiciar el sorgiment de les anomenades "chacras d'esclaus".
A partir del 1821 va disminuir significativament el nombre d'esclaus negres, cosa que va evidenciar que hi va haver una crisi del sistema esclavista al Perú que perduraria fins al 1854, any de l'abolició de l'esclavitud al Perú. Aquesta desintegració del sistema esclavista passà per diversos períodes en els quals es van evidenciar diverses manifestacions de resistència dels esclaus negres, en els que destaquen quatre mètodes de resistència:
- El conflicte legal
- La compra de la llibertat
- El cimarronatge
- El bandolerisme

El 5 de desembre del 1854 el president Ramón Castilla y Marquezado, va declarar la llibertat de les ètnies afroperuanes i va abolir l'esclavitud, començant una nova etapa de la seva història. Ho feu a Huancayo, durant un període de conflictes de lluita pel poder del control del país amb qui en aquells moments era president del Perú, José Rufino Echenique. Al 1854, al Perú encara hi havia 25.505 esclaus i per aconseguir la seva llibertat, el govern va haver de pagar als seus propietaris un bo de 300 pesos per cada esclau, cosa que va suposar per les arques de l'estat gairebé 8 milions de pesos, que es van sufragar mitjançant l'exportació de guano. Fins ara, a les poblacions afroperuanes hi perdura la tornada, molt popular, que celebra aquesta decisió:
que viva mi mamá,

que viva Ramón Castilla

que nos dio la libertá
El gener de 1855, Castilla va ingressar a Lima i fou elegit president provisional. Així, va convocar un congrés constituent del qual va sorgir la Constitució de la República Peruana de 1856 en la que es reflecteix, a més de les proclames de l'abolició de l'esclavitud, l'abolició del tribut indígena, cosa que va inaugurar una nova etapa en la història afroperuana.
Irònicament, qui va patir-ne les conseqüències foren els nous immigrants xinesos, que foren utilitzats com "culíes" (esclaus).
Davant el buit legal, els nous ciutadans van prendre el cognom dels seus antics patrons, o cognoms familiars. Com a exemple, a Moquegua hi trobem els Flores, que eren descendents dels antics esclaus que pertanyien a la família homònima.
La seva actual situació és vetllada per l'Instituto Nacional de Desarrollo de Pueblos Andinos, Amazónicos y Afroperuanos (INDEPA).

## Afroperuans destacats

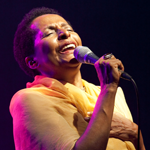
Susana Vaca

### Música i literatura

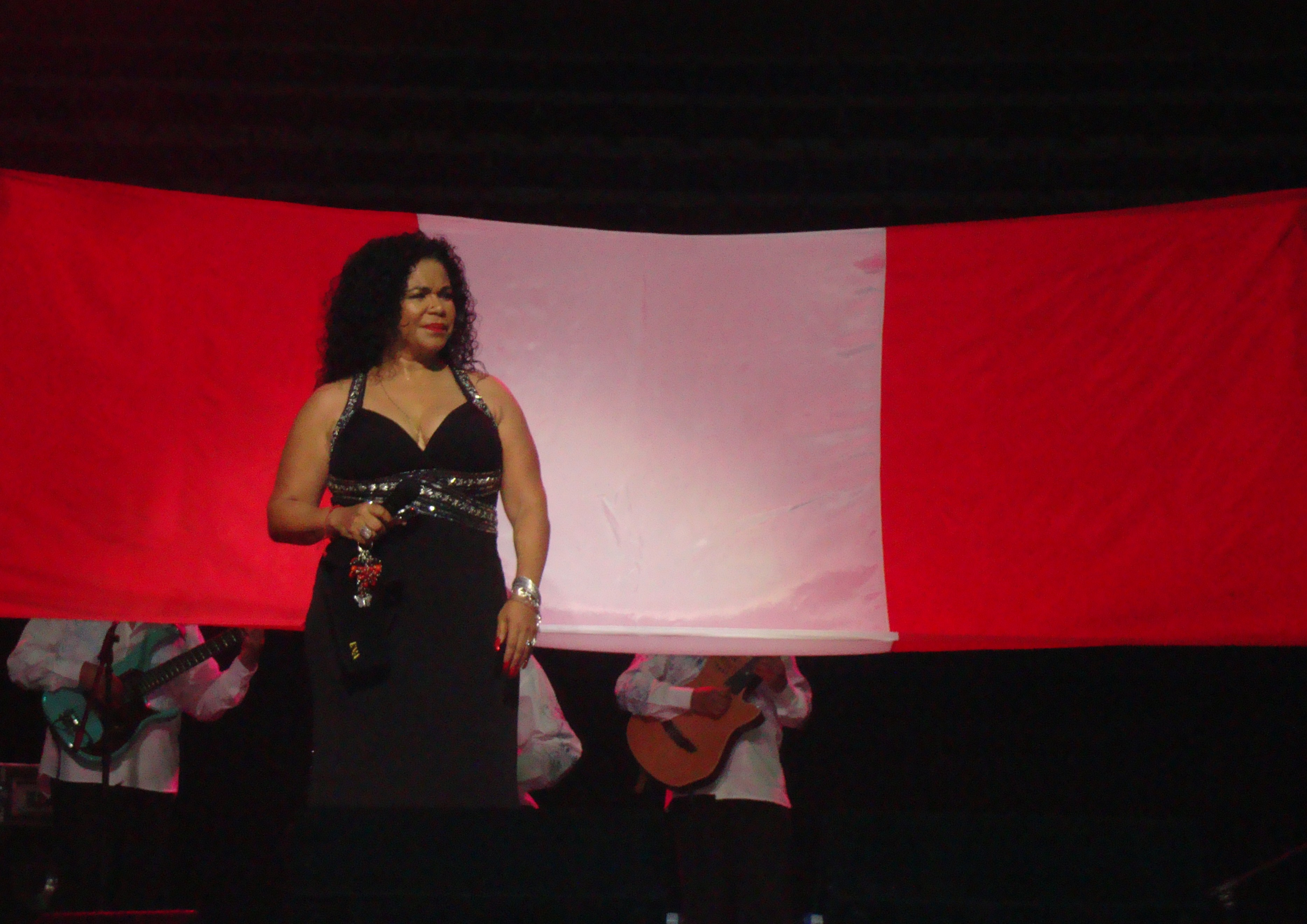
Eva Ayllón

- Nicomedes Santa Cruz: autor de poemes patriòtics i didàctics.[3]
- Rafael Santa Cruz Castillo, músic de caixó afroperuà i actor.
- Victoria Santa Cruz Gamarra
- Porfirio Vásques, músic
- Vicente Vásquez, músic
- Abelardo Vásquez, músic
- Cecilia del Risco, poetessa
- Ronaldo Campos, folklorista i músic
- Teresa Palomino, folklorista
- Bartola Sancho Dávila, folklorista
- Bartola, cantant
- Julio "Chocoloate" Algendones, percussionista
- Arturo "Zambo" Cavero, cantant
- Lucila Campos, cantant
- Família Ballumbrosio. Músics de El Camen, Chincha: Amador Ballumbrosio i els seus catorze fills, tots músics, percussionistes i ballarins.
- Caitro Soto, músic i cantautor
- Andrés Soto, cantautor.
- Immortal Technique, raper i activista
- Pepe Vásquez, cantautor.
- Susana Baca, cantant i exministra de cultura. Premi al Grammy Latino de 2003.
- Lucía Charún-Illescas, novel·lista
- Eva Ayllón, cantant.
- Lucha Reyes, cantant.
- Ricardo Palma, escriptor

### Esports

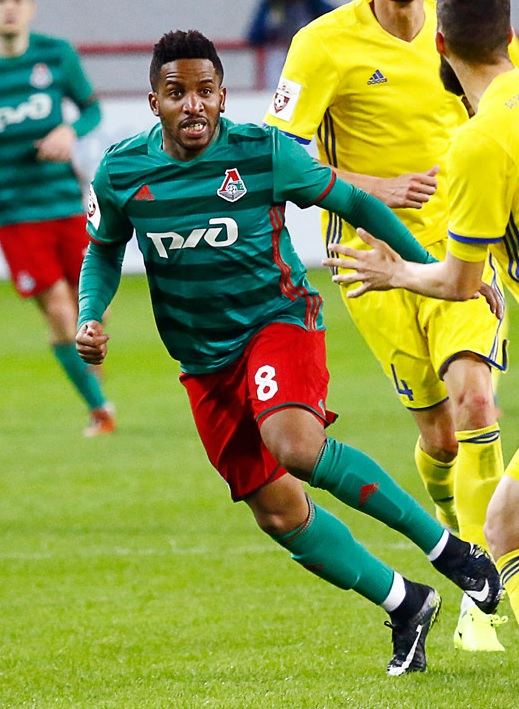
Jefferson Farfán

- Teófilo Juan Cubillas Arizaga, futbolista.
- Héctor Chumpitaz González, futbolista.
- Julio Meléndez, futbolista.
- Gerónimo Barbadillo, futbolista.
- Julio César Uribe, futbolista.
- Cecilia Tait, Voleibolista.
- Luisa Fuentes, voleibolista.
- Mauro Mina, boxejador.
- Jefferson Farfán, futbolista.
- Juan Joya, futbolista.
- Yordy Reyna, futbolista.

### Altres

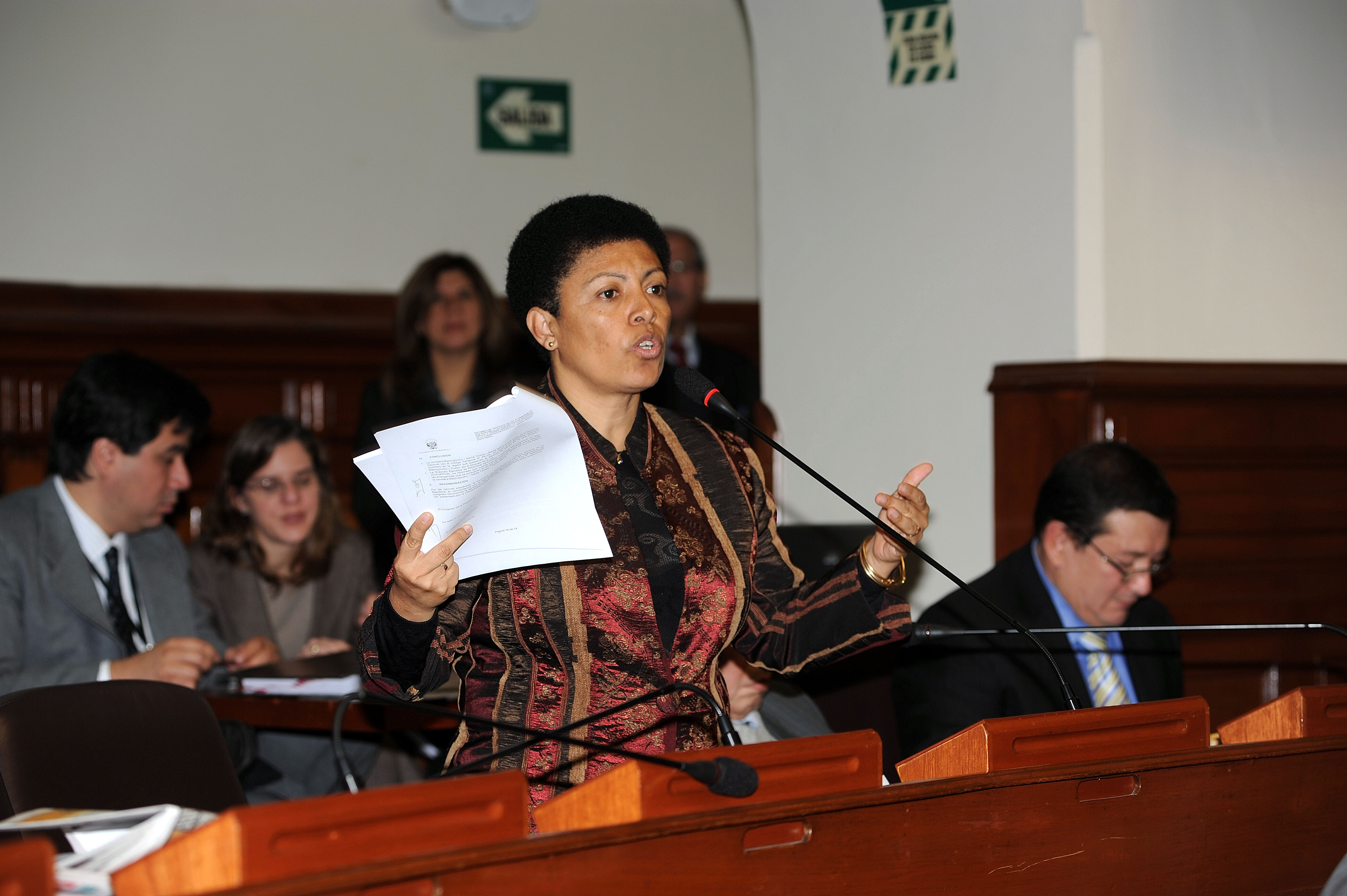
Martha Moyano. Congressista i voleibolista

- Martí de Porres, sant catòlic. Primer sant negre d'Amèrica.
- Augusto Ferrando, presentador de televisió.
- Melcochita, actor còmic i cantant.
- Adriana Zubiate, miss Perú 2002.
- Teresa Izquierdo, xef i escriptora.
- María Elena Moyano. Heroïna nacional, assassinada per Sendero Luminoso, Mare Coratge.
- José Luis Risco, expresident sindical i excongressista.
- Martha Moyano, congressista de la República.
- Leyla Chihuàn, congressista i voleibolista.
- Ángel Valdez Franco, torero
- Rafael Santa Cruz, torero.
- Estefanía de San Francisco, religiosa.
- José Manuel Valdez, metge personal del Libertador don José de San Martín.
- Andrés de Liébano, pintor.
- Pancho Fierro, pintor
- José Gil de Castro, pintor.
- Julio de la Cruz Chacaltana, primer afrodescendent a estar a l'Antàrtida el 1988.
- Micaela Bastidas Puyacahua. Heroïna peruana.